# Melissa George
Pour les articles homonymes, voir George.
Melissa George est une actrice australienne née le 6 août 1976 à Perth (Australie-Occidentale).
Révélée par la série populaire australienne Summer Bay (1993-1996) et considérée comme une jeune actrice montante, elle profite alors de ce succès pour jouer dans des longs métrages tels que Dark City (1998), Mulholland Drive (2001).
Elle apparaît ensuite dans des séries à succès comme Friends (2003) et Charmed (2003) mais c'est surtout le rôle de Lauren Reed dans la série d'espionnage Alias (2003-2005) qui lui ouvre les portes d'Hollywood et lui permet de se faire connaître auprès du grand public. Propulsée vedette, elle est la tête d'affiche de films tels que Amityville (2005), Dérapage (2005), Paradise Lost (2006), 30 jours de nuit (2007), Triangle (2009) et Poursuite mortelle (2011).
Mais c'est bel et bien le petit écran qu'elle investit par plusieurs rôles réguliers. Elle joue l'interne Sadie Harris dans la saison 5 de Grey's Anatomy (2008) et Marilyn Garbanza dans la saison 5 de The Good Wife (2013-2014); dans le même temps, elle porte des séries éphémères : La Gifle (2011), La Maison sur le lac (2012), Hunted (2012), The Slap (2015), Heartbeat (2016).

## Biographie

### Jeunesse et formation
Melissa Suzanne George naît le 6 août 1976 à Perth (Australie-Occidentale). Elle est la fille de Pamela, infirmière, et Glenn George, ouvrier du bâtiment. Elle est la deuxième d'une fratrie de quatre enfants.
Durant son enfance, elle s’orientait plutôt vers une carrière sportive puisque, après avoir commencé à pratiquer la danse jazz, les claquettes et le ballet, elle est devenue championne de patin à roulettes en Australie.
Elle a remporté deux médailles de bronze aux championnats nationaux et une médaille d’argent au championnat du monde junior en 1991.

### Vie privée
Elle était mariée depuis le 22 septembre 2000 au réalisateur et scénariste chilien Claudio Dabed déjà père d'une fille, Martina, née en 1995.
En 2008, elle acquiert la nationalité américaine.
Divorcée en 2011, elle a été en couple avec Jean-David Blanc, fondateur d'Allociné, avec qui elle a eu deux fils, Raphaël en 2014 et Solal en 2015. Le couple se sépare l'année suivante alors que Melissa George accuse Jean-David Blanc de violences conjugales dont il sera reconnu innocent et définitivement relaxé le 5 février 2021. Melissa George est reconnue coupable et condamnée pour dénonciation calomnieuse, diffamation, usage de fausses attestations en justice, violences conjugales, et tentative d’enlèvement des enfants à six mois d’emprisonnement avec sursis,.
Elle est très proche de l'actrice Rachel Blanchard.

## Carrière

### Débuts et révélation australienne
Adolescente, elle a été mannequin et fut sacrée modèle adolescent de l'année de l'Australie-Occidentale.
Elle est remarquée par un agent de casting, ce qui lui permet de commencer sa carrière d’actrice à 16 ans dans la série télévisée australienne Summer Bay. Sa prestation pendant trois années dans cette série très populaire en Australie la rend célèbre dans son pays d'origine et lui vaut d'être récompensée par deux Logie Awards.
Devenue adulte, elle s’est essayée à d’autres activités, comme réaliser une vidéo de fitness, créer une ligne de vêtements de nuit, An Angel at My Bedside (« un ange à mon chevet ») ou poser nue dans la version australienne de Playboy.
En 1997, elle quitte l’Australie pour les États-Unis. Elle s'installe à Los Angeles et obtient de petits rôles pour le cinéma, notamment dans Dark City d'Alex Proyas, L'Anglais de Steven Soderbergh ou Mulholland Drive de David Lynch.

### Percée Hollywoodienne

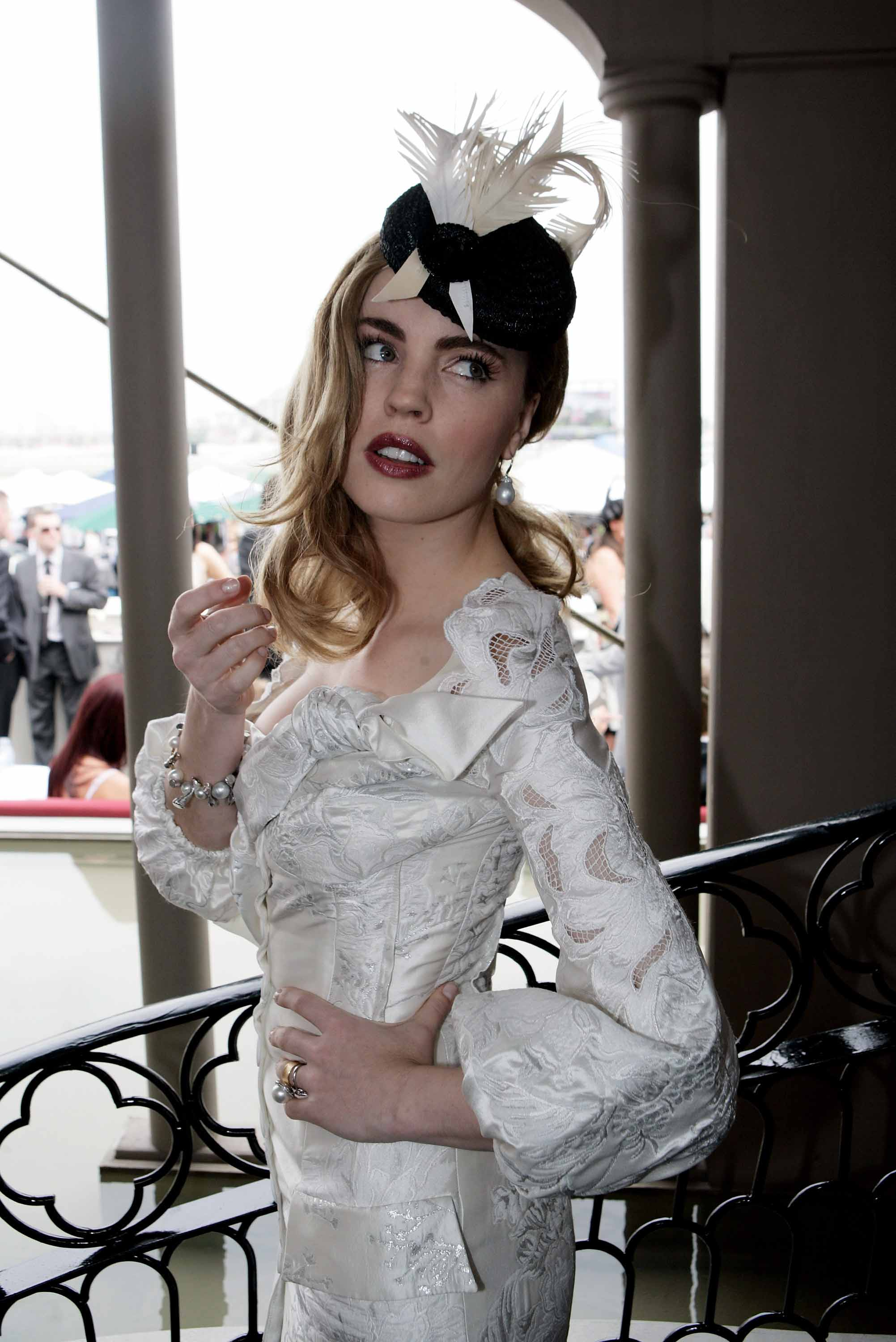
Melissa George en janvier 2008.

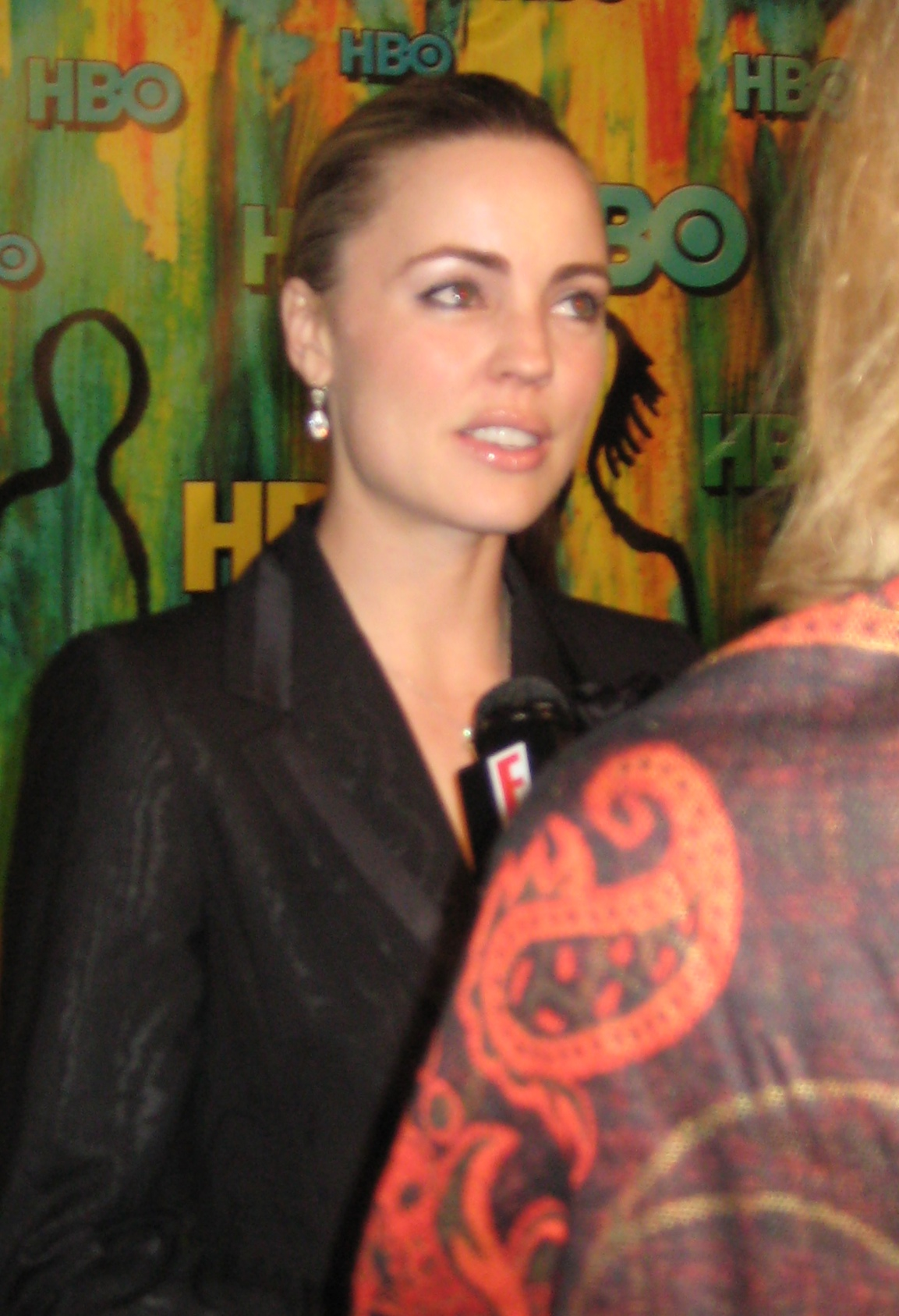
En septembre 2008, lors d'une soirée post-Emmy par HBO.

Au début des années 2000, elle seconde John Stamos dans la mini-série du réseau ABC, Voleurs de charme, dans laquelle les deux comédiens incarnent un couple de voleurs contraints de livrer leurs amis criminels au FBI afin d'éviter une peine de prison.
Elle n'abandonne pas pour autant la télévision et apparaît, entre 2003 et 2004, dans les séries Friends, Monk, Charmed et Alias où son interprétation de l’agent double Lauren Reed l'amène à une plus grande notoriété. Son interprétation lui ouvre les portes d'Hollywood.
Dès lors, Melissa George obtient des rôles plus importants au cinéma, en particulier dans des films fantastiques, d'horreur, ou des thrillers, comme le remake de Amityville et Dérapage en 2005, puis Turistas, 30 jours de nuit ou Triangle, entre 2006 et 2009.
À la télévision, en 2008, elle joue dans plusieurs épisodes des séries En analyse et Grey's Anatomy (elle y incarne Sadie Harris, l'ex meilleure-amie de Meredith Grey, protagoniste principale de ce drame médical à succès)  et en 2010 dans Lie to Me.
Elle est par ailleurs nommée aux Golden Globes Awards en 2009 dans la catégorie meilleure actrice dans un second rôle dans une série, une minisérie ou un téléfilm, pour son rôle dans En analyse. A propos de ce rôle décisif et cette reconnaissance, l'actrice déclarera : 

« En analyse m'a donné l'occasion de jouer le genre de personnage que j'aime : une fille bordélique dans sa tête, que je voudrais aider. Au moment du casting, je tournais un film de vampires. Je ne pouvais pas me déplacer, alors j'ai répété chaque nuit, toute seule. Quand j'ai été prête, je me suis filmée en train de jouer le premier épisode en entier. Trente-cinq pages d'un coup. Les producteurs ont trouvé que j'étais assez folle ! C'est la première fois qu'on m'a identifiée comme une vraie actrice, sans penser aux films d'horreur ou à Home and Away, le soap de ma jeunesse. Aujourd'hui encore, on m'en parle davantage que de mon rôle dans la saison 5 de Grey's Anatomy. »

### Rôles réguliers

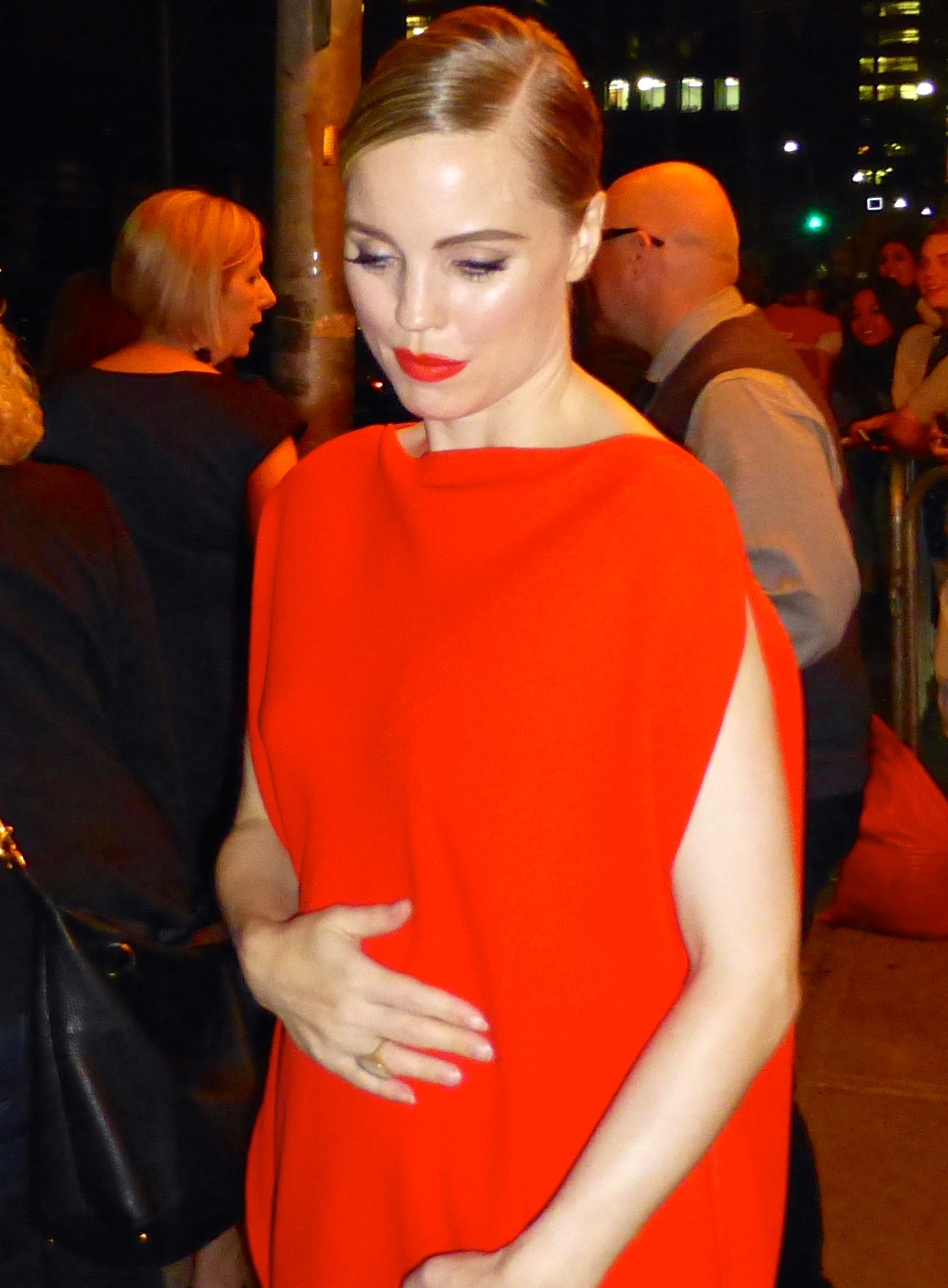
Lors d'une avant-première du film Felony, en 2013.

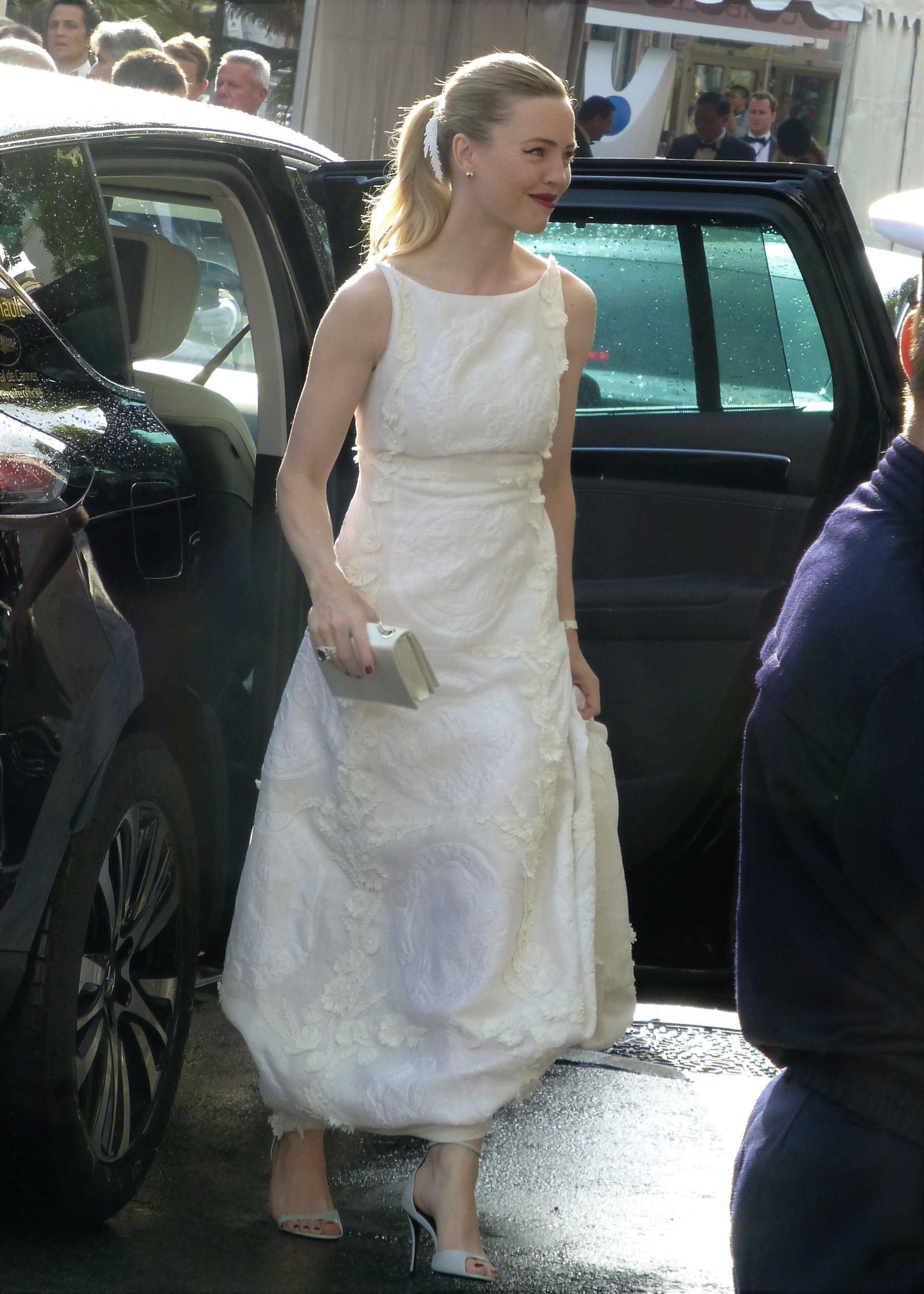
Au Festival de Cannes 2016.

La décennie 2010 est alors marquée par son retour en Australie mais surtout la télévision où elle va, dès lors, multipliers les rôles. Elle choisit d'abord de défendre la mini-série controversée La Gifle. Cette série diffusée en 2011, acclamée par la critique, raconte l'histoire d'un barbecue entre amis, durant lequel un homme gifle un enfant qui n'est pas le sien. Chaque épisode suit le point de vue d'un des personnages à propos de l'événement et ses conséquences. Grâce à son interprétation déroutante, Melissa George remporte son troisième Logie Awards et reprendra son rôle dans une adaptation américaine (The Slap) diffusée en 2015 face à Uma Thurman, Peter Sarsgaard et Zachary Quinto. Elle est aussi proposée au titre de meilleure actrice au Festival de télévision de Monte-Carlo 2012.
En 2011 aussi, elle participe à la mini-série horrifique et fantastique La Maison sur le lac, adaptée du roman Sac d'os de Stephen King, réalisée par Mick Garris, aux côtés de Pierce Brosnan. Puis, l'année suivante, c'est la série britannique d'espionnage Hunted sur BBC One qui lui permet de tenir la vedette,.
Désormais plus rare au cinéma, elle y fait cependant quelques incursions : En 2011, elle est à l'affiche de la comédie Swinging With The Finkels avec Mandy Moore et Martin Freeman mais aussi du thriller britannique Poursuite mortelle aux côtés d'Edward Speleers, Eamonn Walker et Alec Newman, récompensé par quelques festivals du cinéma indépendant.
En 2013, elle joue un rôle secondaire dans le thriller Felony mené par une distribution masculine composée de  Tom Wilkinson, Joel Edgerton et Jai Courtney. Un rôle qui lui vaut une proposition pour le Film Critics Circle of Australia Award de la meilleure actrice dans un second rôle.
En 2014, seulement deux semaines après avoir donné naissance à son fils Raphael, elle tourne un pilote de série aux côtés de Katie Holmes qui n'est finalement pas retenu. Avant cela, elle est l'une des nouvelles recrues de la saison 5 de l'acclamée série dramatique The Good Wife portée par Julianna Margulies.
En 2016, elle porte la série NBC, Heartbeat. Cette série suit les rebondissements de la vie du docteur Alexandra Panttiere, brillante chirurgienne cardio-thoracique, domaine globalement très masculin, récemment nommée chef du département des innovations et de la recherche à l'hôpital St Matthew de Los Angeles. Diffusée dans un climat de concurrence soutenue (Grey's Anatomy, Chicago Med, The Night Shift), les audiences du programme nettement en déca des attentes du réseau de diffusion, conduisent à une annulation au bout d'une courte saison de 10 épisodes.
Puis, elle est à l'affiche du drame indépendant The Butterfly Tree (2017) avec Ewen Leslie, Ed Oxenbould et Sophie Lowe et elle évolue en tant que premier rôle de Don't Go (2018) aux côtés de Stephen Dorff.
En 2018, elle apparaît en tant que guest-star dans quelques épisodes de l'éphémère série de la plateforme Hulu, The First avec Sean Penn. Elle réitère l'année suivante, en s'invitant sur le plateau de la série de science-fiction Star Trek: Discovery. L'année où elle décide de se faire son retour au premier plan à la télévision australienne, par la dramédie Bad Mothers,.
En 2020, elle est à l'affiche de la mini-série Netflix, The Eddy de Damien Chazelle aux côtés de Leïla Bekhti, André Holland, Tahar Rahim, Amandla Stenberg et Benjamin Biolay.
En 2021, elle retrouve un rôle principal dans  la série The Mosquito Coast aux côtés de Justin Theroux. Cette même année, elle tient un petit rôle dans De son vivant d'Emmanuelle Bercot.

## Filmographie

### Cinéma

#### Longs métrages
- 1998 : Dark City d'Alex Proyas : May
- 1999 : L'Anglais (The Limey) de Steven Soderbergh : Jennifer « Jenny » Wilson
- 2001 : Bad Girls (Sugar and Spice) de Francine McDougall : Cleo Miller
- 2001 : Mulholland Drive de David Lynch : Camilla Rhodes (dans le rêve)
- 2001 : New Port South de Kyle Cooper : Amanda
- 2003 : Bye Bye Love (Down with Love) de Peyton Reed : Elkie
- 2005 : Amityville (The Amityville Horror) d'Andrew Douglas : Kathy Lutz
- 2005 : Dérapage (Derailed) de Mikael Håfström : Deanna Schine
- 2006 : Paradise Lost de John Stockwell : Pru Stagler
- 2007 : 30 Jours de nuit (30 Days of Night) de David Slade : Stella Oleson
- 2007 : W Delta Z  de Tom Shankland : Helen Westcott
- 2007 : Music Within de Steven Sawalich : Christine
- 2008 : The Betrayed d'Amanda Gusack : Jamie
- 2009 : Triangle de Christopher Smith : Jess
- 2011 : Poursuite mortelle (A Lonely Place to Die) de Julian Gilbey : Alison
- 2011 : Swinging With The Finkels de Jonathan Newman : Janet
- 2012 : Between Us de Dan Mirvish : Sharyl
- 2013 : Felony de Matthew Saville : Julie Toohey
- 2017 : The Butterfly Tree de Priscilla Cameron : Evelyn
- 2018 : Don't Go de David Gleeson : Hazel
- 2021 : De son vivant d'Emmanuelle Bercot : Anna

#### Courts métrages
- 2009 : Devil's Eye de John Hartma : Melissa
- 2020 : Canines d'Abel Danan : Elena

### Télévision

#### Séries télévisées
- 1993-1996 : Summer Bay (Home and Away) : Angel Parrish
- 1997 : Roar : La Légende de Conor (Roar) : Molly
- 1997 : Fréquence Crime (Murder Call) : Petra Salinis
- 1999 : Les Dessous de Palm Beach (Silk Stalkings) : Fiona Grant
- 2000 : Tales of the South Seas : Kat
- 2001-2002 : Voleurs de charme (Thieves) : Rita
- 2003 : Six Sexy (Coupling) : Susan
- 2003 : Friends : Molly, babysitter de Ross et Rachel
- 2003 : Monk : Jenna Ryan
- 2003 : Charmed : Freyja
- 2003-2004 : Alias : Lauren Reed
- 2006 : Two Twisted : Mathilda Banks
- 2008 : En analyse (In Treatment) : Laura Hill
- 2008-2009 : Grey's Anatomy : Dr Sadie Harris
- 2010 : Lie to Me : Clara Musso
- 2011 : La Gifle (The Slap) : Rosie
- 2011 : La Maison sur le lac (Bag of Bones, mini-série) : Mattie Devore
- 2012 : Hunted : Sam Hunter
- 2013-2014 : The Good Wife : Marilyn Garbanza
- 2015 : The Slap : Rosie
- 2016 : Heartbeat :  Dr Alexandra Panttiere
- 2018 : The First : Diane Hagerty
- 2019 : Star Trek : Discovery : Vina
- 2019 : Bad Mothers: Charlotte
- 2020 : The Eddy : Alison
- 2021-2023 : The Mosquito Coast : Margot Fox

#### Téléfilms
- 1997 : Fable de Malcolm McDonald : Rex Fable
- 1998 : Hollyweird de Jefery Levy : Caril Ann
- 2003 : L.A. Confidential d'Eric Laneuville : Lynn Bracken
- 2010 : Le Serpent de septembre (Second Chances) de Jean-Claude Lord : Kate Fischer

## Distinctions

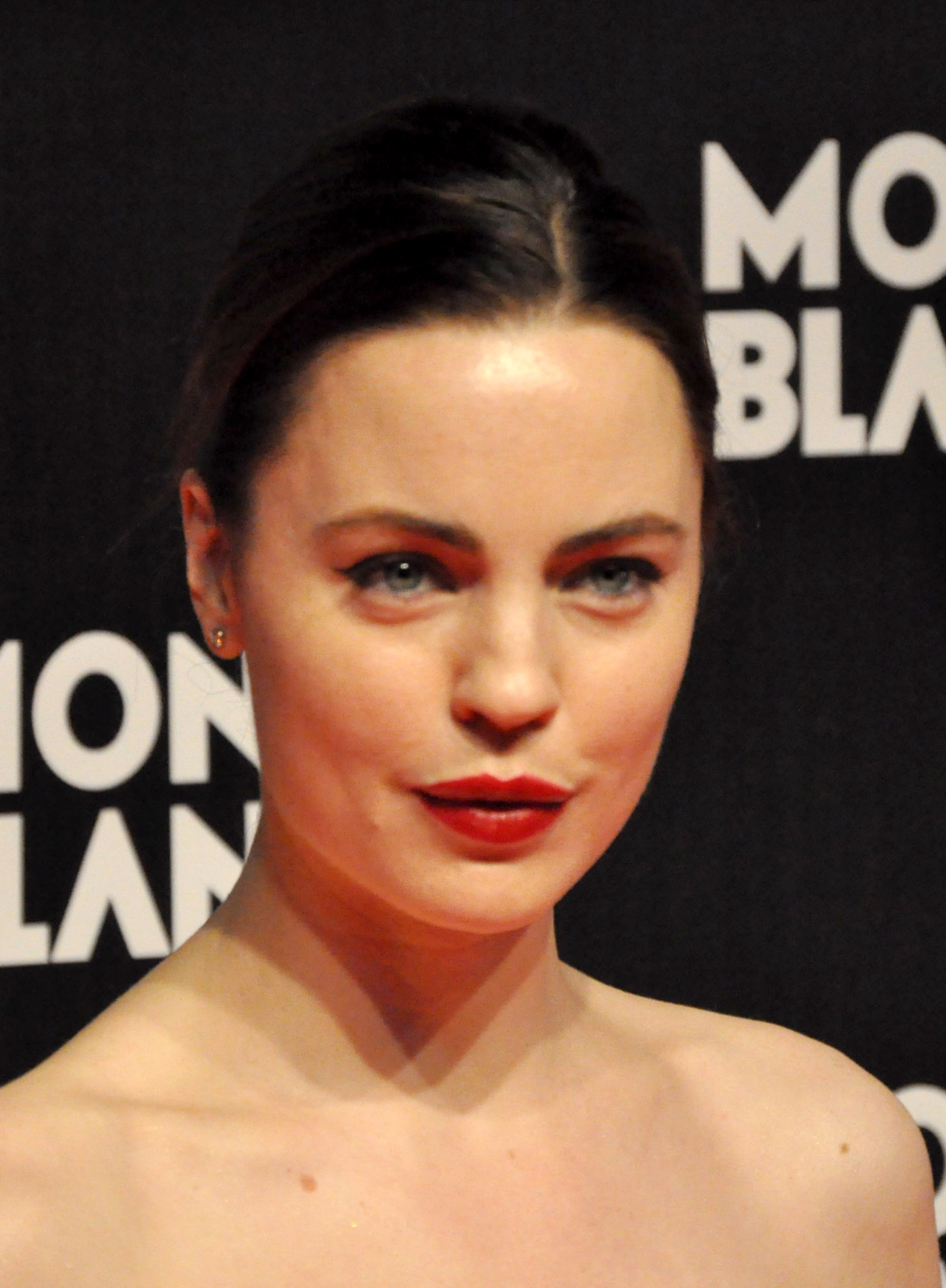
Le 12 septembre 2010 au Jazz at Lincoln Center à New York.

Sauf indication contraire ou complémentaire, les informations mentionnées dans cette section proviennent de la base de données IMDb.

### Récompenses
- Logie Award
  - 1994 : Meilleure révélation dans une série télévisée dramatique pour Summer Bay
  - 1995 : Meilleure actrice la plus populaire dans une série télévisée dramatique pour Summer Bay
- 30e cérémonie des Saturn Awards 2004 : Cinescape Genre Face of the Future Award dans une série télévisée dramatique pour Alias
- 2012 : Logie Awards de la meilleure actrice dans une série télévisée dramatique pour La Gifle
- 2012, : The Equity Ensemble Awards de la meilleure distribution dans une série télévisée dramatique pour La Gifle - partagée avec Raffaele Costabile, Blake Davis, Essie Davis, Alex Dimitriades, Diana Glenn, Anthony Hayes, Jonathan LaPaglia, Sophie Lowe, Lex Marinos, William McInnes, Sophie Okonedo, Liberty Townsend et Toula Yianni.

### Nominations
- Logie Award
  - 1995 : Personnalité la plus notable dans une série télévisée dramatique pour Summer Bay
  - 1996 : Personnalité la plus notable dans une série télévisée dramatique pour Summer Bay
  - 1996 : Actrice la plus populaire dans une série télévisée dramatique pour Summer Bay
- 51e cérémonie des Australian Film Institute Awards 2009 : Meilleure actrice dans une série, une mini-série ou un téléfilm pour En analyse
- 66e cérémonie des Golden Globes 2009 : Meilleure actrice dans un second rôle dans une série, une mini-série ou un téléfilm pour En analyse
- 2010 : Fright Meter Awards de la meilleure actrice dans un drame d'horreur pour Triangle
- 2011 : Fangoria Chainsaw Awards de la meilleure actrice dans un drame d'horreur pour Triangle
- 2012 : Festival de télévision de Monte-Carlo de la meilleure actrice dans une série télévisée vdramatique pour La Gifle
- 2015 : Film Critics Circle of Australia Awards de la meilleure actrice dans un second rôle dans un thriller dramatique pour Felony